# Route départementale 118 (Essonne)
Pour les articles homonymes, voir Route départementale 118.
La route départementale 118 est une route départementale située dans le département français de l'Essonne et dont l'importance est aujourd'hui restreinte à la circulation routière locale. Elle correspond à l'ancienne route reliant le plateau de Courtabœuf à la Seine, aujourd'hui le parc d'activités de Courtabœuf à l'aéroport de Paris-Orly.

## Itinéraire
La route départementale 118 est aujourd'hui la voie rapide centrale du parc d'activités de Courtabœuf et la voie routière qui permet de rallier la route nationale 20, l'autoroute A10, la route nationale 7 et l'aéroport de Paris-Orly.
- Les Ulis. Elle commence son parcours à l'entrée sud de la zone d'activités, au niveau de l'échangeur autoroutier de Mondétour où se croisent la route nationale 118, la route départementale 446 et la route départementale 35. Elle prend l'appellation d’Avenue de l'Océanie.
- Villejust. Elle conserve la même appellation et rencontre la route départementale 218.
- Villebon-sur-Yvette. Elle fait un court passage à l'extrême sud du territoire. Un pont permet le passage au-dessus de l'autoroute A10 et marque ensuite la limite entre les deux communes en prenant l'appellation de Rue d'Orsay.
- Villejust. Elle rencontre la route départementale 59 puis entre dans le bourg. À la place du Souvenir, elle devient la Rue de Saulx avant d'entrer dans la forêt du Rocher de Saulx.
- Saulx-les-Chartreux. Elle prend l'appellation  de Route d'Orsay à Athis-Mons puis de Rue de la Division Leclerc et traverse le centre-ville et la place de la Mairie. À la sortie du bourg, elle devient la Rue Salvador-Allende et passe à proximité du lac de Saulx-les-Chartreux puis sous la Route nationale 20 avant de quitter le territoire de la commune.
- Longjumeau. Elle prend l'appellation de Rue Maurice. À la place de l'Église, elle rencontre la route départementale 117 avec laquelle elle partage le tracé sous l'appellation de Rue du Président-François-Mitterrand pour passer au-dessus de l'Yvette. À la place Charles-Steber, elle bifurque et devient la Rue de Chilly.
- Chilly-Mazarin. Elle entre au sud-ouest du territoire et devient l’Avenue Pierre-Brossolette puis passe au-dessus de la ligne de la grande ceinture de Paris utilisée par la ligne C du RER d'Île-de-France puis au-dessus de l'autoroute A6. À la place de la Libération, elle rencontre la route départementale 120 et devient peu après l’Avenue Charles-de-Gaulle.
- Morangis. Elle devient la Rue du Général-Leclerc. À la place Gabriel Fontaine, elle prend l'appellation d' Avenue du Général-Warabiot. Elle rencontre la route départementale 167 et devient l’Avenue Charles-de-Gaulle.
- Paray-Vieille-Poste. Elle fait un court passage à l'extrême sud-ouest du territoire et devient l’Avenue de Verdun puis marque la limite avec la commune suivante.
- Athis-Mons. À l'entrée de la commune, elle prend le nom d’Avenue de Morangis avant de couper la route nationale 7 pour devenir l’Avenue Marcel-Sembat jusqu'à la place Albert-Sarraut où elle devient l’Avenue Léon Blum puis l’Avenue Henri-Dunant. À la place du 19-Mars-1962, elle rencontre la route départementale 25 avant d'entrer sur le territoire de l'aéroport de Paris-Orly et de quitter le département à la limite avec Villeneuve-le-Roi où le parcours vers Paris continue dans le Val-de-Marne avec la D5.